# Jagdzeit (Roman)
Jagdzeit ist der deutsche Titel eines 1974 erschienenen Thrillers von David D. Osborn (englischer Originaltitel: Open Season, 1974).

## Inhalt
Ken Frazer, Greg Anderson und Art Wallace sind alte Freunde, die durch die gemeinsame Vergewaltigung einer jungen Frau aneinander geschweißt sind. Es wird angedeutet, dass die drei in Korea gedient haben. Alle drei führen ein erfolgreiches Leben in der amerikanischen gehobenen Mittelschicht mit Ehefrauen und Kindern. Jedes Jahr nehmen sie sich eine Auszeit und fahren zu einem Jagdausflug in eine entlegene Hütte in der Wildnis. Dort lassen sie die zivilisierte Fassade fallen und entführen jedes Jahr ein Pärchen. Die Frauen werden vergewaltigt und dann veranstalten sie eine Menschenjagd, die immer mit der Ermordung der Entführungsopfer endet. Auf dem neuerlichen Weg zur Hütte kidnappen sie das Liebespaar Nancy und Martin, die sie in ihre Jagdhütte in einem riesigen Waldgebiet bringen. Nancy glaubt, die Entführer durch ihre weiblichen Reize besänftigen zu können und hat ausschweifenden Sex mit ihnen – wodurch sie sich den Hass von Martin zuzieht. Am nächsten Tag offenbaren die drei Jäger den Entführten ihr grausames Spiel: Sie geben den beiden eine halbe Stunde Vorsprung, dann sind Nancy und Martin das gejagte "Wild". Martin versucht vergeblich, die drei von ihrem Vorhaben abzubringen.
Parallel zu diesen Geschehnissen schildert das Buch die akribischen Vorbereitungen eines mysteriösen Unbekannten, der Ken, Greg und Art in die Wälder gefolgt ist und es sich offenbar zum Ziel gesetzt hat, sie zu ermorden. Spät im Roman stellt sich seine Motivation heraus: Seine Frau wurde als College-Studentin von den drei Freunden vergewaltigt, ohne dass diese dafür belangt wurden; später beging die Frau auf Grund des Traumas Selbstmord. Der Rächer (der auch als Nachbar die Nähe der Täter suchte, um sie zu "studieren") hat das Terrain genau studiert und geht kühl und berechnend vor. Nancy und Martin werden von ihm nicht gerettet, offenbar will er keine Zeugen hinterlassen; nachdem die beiden von Ken, Greg und Art ermordet wurden, tötet er das mörderische Freundestrio. Er lässt sämtliche Leichen verschwinden und kehrt nach Hause zurück.

## Verfilmung
Der Stoff wurde 1974 mit Peter Fonda in der Hauptrolle unter dem Titel Open Season – Jagdzeit bzw. Los Cazadores verfilmt.
Der Film enthält kleine Abweichungen zur Vorlage: Im Roman überlegt einer der Kidnapper mit der entführten Frau durchzubrennen und ein neues Leben anzufangen; diese Ebene kommt im Film nicht vor. Im Roman ist der Rächer der Mann eines früheren Vergewaltigungsopfers, im Film ist es der Vater.

## Kritik
Behrang Samsami lobte Osborns Charakterzeichnung der Mörder.